# مارسيلو دي سوزا
مارسيلو دي سوزا (بالإسبانية: Marcelo De Souza) هو لاعب كرة قدم أوروغواياني في مركز الوسط، ولد في 30 سبتمبر 1975 في مونتفيدو في الأوروغواي. شارك مع منتخب الأوروغواي لكرة القدم. أما مع النوادي، فقد لعب مع انيستتوتو وبنيارول وفيليز سارسفيلد ونادي بيدا ونادي تيانجين تيدا ونادي دانوبيو ونادي راسينغ مونتيفيديو ونادي صنعت نفط عبادان.

## وصلات خارجية
- مارسيلو دي سوزا على موقع قاعدة بيانات كرة القدم.إي يو (الإنجليزية)
- مارسيلو دي سوزا على موقع ناشيونال فوتبول تيمز (الإنجليزية)
- مارسيلو دي سوزا على موقع عالم كرة القدم.نت (الإنجليزية)